# Деху
Деху — місто в Індії, штат Махараштра, округ Пуне. Середня висота 594 метри над рівнем моря. Згідно з переписом населення 2001 року в місті проживало 5340 людей. Середній рівень грамотності становив 77 % при такому ж по країні 59,5 %. 11 % населення становили діти до 6 років.
Містечко вважають одним із можливих місць народження філософа й реформатора Тукарама. З його іменем пов'язано чимало пам'яток, які приваблюють сюди місцевих жителів на фестивалі та туристів. Серед таких пам'яток в Деху — побудований 1723 року храм. Проводяться поетичні вшанування Тукарама читання віршів жанру абханг та гімнів гата (Gatha). На березі річки Індраяні розташований іще один храм. Перед входом до храму розміщена велика статуя Тукарама, граючого на віна. На стінах у храмі вирізано приблизно 4000 віршів, написаних Тукарамом.

## Принагідно
- вікімапія

| Індія | Це незавершена стаття з географії Індії. Ви можете допомогти проєкту, виправивши або дописавши її. |